# كالي

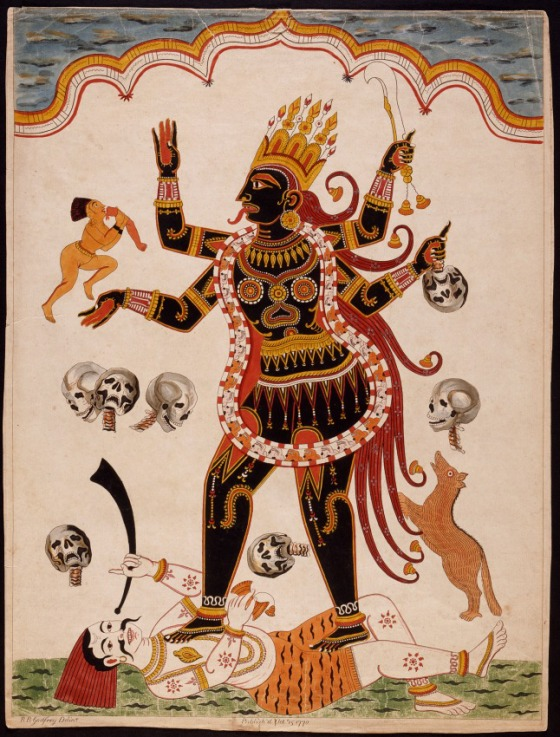
لوحة الإلهة كالي وهي تدوس على زوجها الإله شيفا

كالي (بالسنسكريتية: काली)، تُعرف أيضًا باسم كاليكا (بالسنسكريتية: कालिका) أو شياما (بالسنسكريتية: श्यामा)، إلهة هندوسية، هي رئيسة المهافديات، وهن مجموعة من إلهات التنترا.
كان ظهور كالي الأول بصفة مدمرة لقوى الشر. هي أقوى هيئات الشاكتي، وإلهة واحدة من الفئات الفرعية الأربعة للكولامارغا، فئة من فئات الشيفاوية التنترية. مع مرور الوقت، عبدت الحركات التعبدية والطوائف التنترية كالي بطرق شتى، بصفتها الأم الإلهية، أو أم الكون، أو آدي شاكتي، أو آدي باراشاكتي. تعبدها الشاكتية الهندوسية والطوائف التنترية باعتبارها حقيقة البراهمان المطلقة إضافة إلى ذلك. تُعتبر أيضًا الحامية الإلهية وواهبة الموكشا، أو التحرر. غالبًا ما تصور كالي واقفة أو راقصة فوق بعلها، الإله الهندوسي شيفا، الذي يستلقي بهدوء ويتمدد تحتها. يعبد الهندوس كالي في كافة أرجاء الهند.

## التأثيل
كالي هي الصيغة المؤنثة من «الزمن» أو «كُليّة الزمن» بالتبعية للاسم المذكر «كالا»، والمقصود بالزمن «جانب الطبيعة المتغير الذي يميت الأشياء أو يحييها». تتضمن الأسماء الأخرى كالاراتري («الليلة داكنة الزُرقة»)، وكاليكا («الزرقاء الداكنة»).
هناك فرق بين لفظتي كالا، التي تعني «ميقاتًا»، وكالا التي تعني «أزرقًا داكنًا» المتجانستان، لكنهما اقترنتا بفعل التأثيل الخاطئ. يُرى الاقتران في أحد أبواب المهابهارتا، يصور شخصية أنثوية تحمل أرواح المقاتلين والحيوانات القتلى. تُدعى الشخصية كالاراتي (ما يترجمه توماس كوبيرن -باحث في تاريخ أدب الإلهة السنسكريتي- إلى «ليلة من موت») وكالي (الذي، كما ذكر كوبيرن، يمكن قراءته هنا إما كاسم علم أو كوصف معناه «الزرقاء الداكنة»). كالي هي الصيغة المؤنثة من كالا أيضًا، وكالا أحد ألقاب شيفا، لذا هي زوج شيفا.

## أصولها
يذكر هيو أُربان أنه على الرغم من ظهور كلمة كالي مبكرًا في أثارفا فيدا، كان أول استخدام لها كاسم علم في كاثاكا غريا سوترا (19.7). تظهر كالي في مونداكا أوبانيشاد (القسم الأول، الفصل الثاني، الآية الرابعة) لكن ليس باعتبارها إلهة بصراحة، بل بصفتها اللسان الأزرق الداكن من سبعة ألسنة آجني الوامضة، وآغني إلهة النار الهندوسية.
وفق ديفيد كينزلي، ذُكرت كالي كإلهة مستقلة للمرة الأولى في الطريقة الهندوسية نحو عام 600م، وهذه النصوص «عادة ما تضعها على هامش المجتمع الهندوسي أو في ساحة المعركة». غالبًا ما تُعتبر الشاكتي الخاصة بشيفا، وتُقرن به اقترانًا وثيقًا في العديد من البورانات.
يتمثل ظهورها الأكثر شهرة في ساحة المعركة في نصوص ديفي ماهاتميام العائدة للقرن السادس. إلهة أول فصل في ديفي ماهاتميام هي ماهاكالي، التي تظهر على هيئة الإلهة يوغا نيدرا من جسد فيشنو النائم لتوقظه بغية حماية براهما والعالم من الشيطانين، مادهو وكايتابها. عندما استفاق فيشنو، شن حربًا على الشيطانين. بعد معركة طويلة مع السيد فيشنو، وعندما لم يُهزم الشيطانان، اتخذت ماهاكالي هيئة ماهامايا لتفتن الأسورين (asuras). وعندما افتُتن بها مادهو وكايتابها، قتلهما فيشنو.
تُرى، في فصول لاحقة، قصة هلاك شيطانين على يد كالي. يهاجم تشاندا وموندا الإلهة دورغا. تستجيب دورغا بغضب شديد يُحيل وجهها ظلامًا، ويسفر عن ظهور كالي من جبهتها. تظهر كالي عجفاء زرقاء داكنة لها عينان غائرتان، وترتدي ساريًا من جلد النمر وطوقًا من الرؤوس البشرية. تدحر كالي الشيطانين مباشرة. لاحقًا في المعركة نفسها، لا تستطيع هزيمة الشيطان راكتابيجا بسبب قدرته على استنساخ نفسه من كل قطرة تلامس الأرض من دمائه. يظهر عدد لا يُحصى من نسخ راكتابيجا في ساحة المعركة. تهزمه كالي في النهاية بمصها دمه قبل أن يصل إلى الأرض، وأكلها نسخه الكثيرة. كتب كينزلي إن كالي تمثل «سخط دورغا المتشخّص، وهياج غضبها المتجسد».

تشمل القصص الأخرى حول أصلها بارفاتي وشيفا. تُصوّر بارفاتي عادةً كإلهة حميدة وودودة. تصف اللينغا بورانا شيفا وهو يطلب من بارفاتي أن تهزم الشيطان داروكا، الذي حظي ببركةٍ تجعله لا يُقتل إلا على يد أنثى. تندمج بارفاتي بجسد شيفا، وتظهر مرة أخرى بهيئة كالي لهزيمة داروكا وجيوشه. تخرج دمويتها عن السيطرة ولا تهدأ إلا بتدخل شيفا. تحتوي الفامانا بورانا على نسخة مختلفة من علاقة كالي ببارفاتي. عندما يخاطب شيفا بارفاتي على أنها كالي «الزرقاء الداكنة»، تشعر بإهانة شديدة. تمارس بارفاتي أعمال التقشف لتخسر بشرتها الداكنة وتصبح غاوري، الذهبية. أما غلافها الداكن فيصير كاوسيكي، الذي يخلق كالي عندما يغضب. كتب كينزلي فيما يتعلق بالعلاقة بين كالي، وبارفاتي، وشيفا:
«بالنسبة إلى علاقتها مع شيفا، هي تظهر (أي كالي) لتلعب دورًا معاكسًا لدور بارفاتي. بارفاتي تهدئ شيفا، وتوازن ميوله التدميرية أو المعادية للمجتمع؛ إذ تُدخله في جو من الحياة المنزلية وتحثه بنظراتها الرقيقة على كبح الجوانب التدميرية لرقصة تاندافا خاصته. كالي هي «زوجة» شيفا إن صح التعبير، تُلهبه وتشجع جنونه ومعاداته للمجتمع وعاداته التدميرية. لم تكن كالي أبدًا الشخص الذي يهدئ من روع شيفا، بل كان على شيفا أن يهدئ كالي».

## أساطير
تظهر كالي في قسم الموت من المهابهارتا (10.8.64). تُدعى كالاراتري (يعني حرفيًا: «الليلة داكنة الزرقة») وتظهر لجنود الباندافا في أحلامهم، إلى أن تظهر، في النهاية، في خضم الاقتتال في أثناء هجوم أشواتثاما ابن درونا.

### قاتلة راكتابيجا
في أسطورة كالي الأشهر، تجرح دورغا ومساعدوها، الماتريكا، الشيطان راكتابيجا، بشتى الطرق مستخدمين شتى الأسلحة في محاولة تدميره. سرعان ما يكتشفون أنهم قد زادوا الطين بلة لأن راكتابيجا كان يستنسخ نفسه من كل قطرة قطرت من دمائه. تمتلئ ساحة المعركة تدريجيًا بنُسخه. تستدعي دورغا كالي لمقارعة الشياطين. يصف ديفي ماهاتميام الواقعة:
«أرسلَت فجأة، من صفحة جبهتها (جبهة دورغا)، الحانقة الكالحة، كالي ذات القسمات الرهيبة، متسلحة بسيف وأنشوطة، رافعةً الخاتفانغا العجيبة (هراوة مزينة بالجماجم)، متزينةً بطوق من الجماجم، مكسية بجلد النمر، المُروّعة بجسدها الأعجف، المصحوب بفم فاغر مخيف ذو لسان يتدلى خارجًا، وعينان داكنتا الحمُرة، وزئير يهز جنبات السماء، فانهالت بالاعتداء المتهور والذبح على الأسورات العظام في ذلك الجيش، والتهمت جحافل أعداء الأرباب».
تستنزف كالي راكتابيجا ونسخه المطابقة، وترقص على جثث المذبوحين. في نسخة ديفي ماهاتميا من القصة، توصف كالي أيضًا بأنها ماتريكا وبأنها الشاكتي الخاصة بدورغا أو قوتها. مُنحت لقب كاموندا (تشاموندا)، أي قاتلة الشيطانين تشاندا وموندا. في الغالب الأعم تُعرّف تشاموندا بأنها كالي وهي مشابهة جدًا لها في المظهر والعادات.

## مرجع
1. ↑  Sanderson, Alexis. "The Śaiva Literature." نسخة محفوظة 4 March 2016 على موقع واي باك مشين. Journal of Indological Studies (Kyoto), Nos. 24 & 25 (2012–2013), 2014, pp. 63–64.
2. 1 2  Hawley (1982), p. 152.
3. ↑  Harding (1993), p. xxv.
4. ↑  McDaniel (2004), p. 5.
5. ↑  McDaniel (2004), p. 104.
6. ↑  McDermott (2003), p. 4.
7. 1 2 3  Coburn (1984), pp. 111–112.
8. ↑  McDermott (2001), p. 175
9. ↑  Urban (2003).
10. 1 2 3 4 5  Kinsley (1997), p. 70.
11. 1 2  Kinsley (1997), pp. 118–119.
12. ↑  Jagadiswarananda (1953).
13. ↑  Wangu (2003), p. 72.
14. ↑  Kinsley (1997) p. 241 Footnotes.